# گولو (رود)
رودخانه گولو (به انگلیسی: Golo (river)) رودخانه‌ای است که در فرانسه جریان دارد.